# Грицько Кердейович (подільський староста)
Грицько Кердейович, або Кердеєвич чи Кердей (? — не ранше 1411) — руський боярин, урядник.

## Життєпис
22 червня 1388 разом з Михайлом Процевичем та Прокопом з Поділля у міському судді Львова записаний свідком у справі прикріплення печатки. Князь Свитригайло надав йому посаду подільського старости. Після того, коли князь Свидригайло відкрито виступив проти Ягайла, останній наказав відібрати від «бунтаря» надані йому землі. Спочатку Г. Кердейович разом з іншими старостами (русинами, навіть поляками) відмовились виконати наказ. Але потім, через слабкість позицій, підкорились, тому 23 червня 1402 року Г. Кердейович у Віслиці дав зобов'язання королю Ягайлові передати замок у Кам'янці та в інших подільських містах його «відпоручникові» — Конопці Дереславові.
У 1404 році був у складі третейського суду в Медиці під час розгляду суперечки між королем Ягайлом та Ельжбетою Пілецькою стосовно міста Тичин і Заліської волости.
М. Грушевський стверджував, що подільським старостою був батько, а воєводою — син, теж Грицько (у польських джерелах також Jan).
Був похований у Домініканському костелі Львова разом із дружиною Кларою. Діти:
- Грицько — львівський каштелян,
- Іван,
- Дмитро,
- Сигізмунд з Хотіня[8] і Войнилова — львівський хорунжий.